# 非行
非行（ひこう）とは、一般的に、違法行為、あるいは違法ではなくても、習慣的規範に照らして反社会的とみなされる行為のことをいう。広い意味での「非行」では、成人もしくは不良行為少年の行為についても使われるが、法律的な意味では青少年における「非行」をさすことが多い（少年法に関する非行は法律用語である非行少年の項を参照）。

## 解説
少年非行とは、未成年者によってなされた犯罪行為、及びこれに類する行為と社会的に判定された行為である。少年法では、20歳未満の青少年による犯罪行為、14歳未満の青少年による触法行為及び18歳未満の青少年の虞犯（犯罪を行うおそれがある状態）を総称して「非行」という。

- 犯罪行為とは、14歳以上20歳未満で刑罰法規に違反した行為のことをいう。
- 触法行為とは、14歳未満で刑罰法規に触れる行為をした場合をいう。
- 虞犯（ぐはん）とは、18歳未満で保護者の正当な監督に服さない、家庭に寄り付かない、犯罪性のある者や不道徳な者と交際する、自己又は他人の特性を害するなどの性癖有することから将来犯罪を行うおそれが濃いと判定された状態をいう（少年法第3条）。

これらに該当する少年少女は、少年少女保護の観点から、家庭裁判所の審判に付されることになる。夜遊びや不純異性交遊などの不良行為を、広い意味での「非行」に含めることもある。

## 非行の原因
- 機能不全家庭（家庭問題）による環境的要因だけではなく、発達障害やパーソナリティ障害といった要因もある[1]。
- いじめなどで周囲との折り合いがつかない孤独さから、ヤンキーや暴走族に憧れ、不良としてのめり込むケースがある[2]。
- 睡眠不足や昼夜逆転生活によるケースもある[3]。

## 援助
援助に当たっては、本人の話を受容的にじっくりと聴くことが基本となる。カウンセリングでいう「無条件の積極的感心」に近い態度で、様々な話に耳を傾け、本人の「良さ」を見いだし大切にして関わっていく。
その上で、自尊感情や自己効力感の回復を支援するとともに、学校や地域などで力を発揮できる居場所を見つけられるようサポートする。また、関わりを継続していく中で、ポジティブな目標や希望を打ち明けてくれた際には、その目標や希望を本人と共有し達成に向けて支援する。
同時に、保護者支援の視点も重要である。保護者が少しでも困りごとを解消でき、家庭の中でも子どもにとって良い生活リズムを作ることができるよう、サポートを行う。